# Pia società figlie di San Paolo

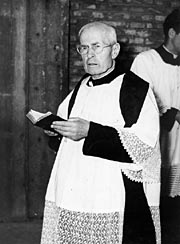
Giacomo Alberione

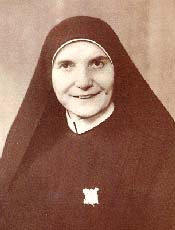
Tecla Merlo

La Pia Società Figlie di San Paolo (in latino Pia Societas Filiarum Sancti Pauli) è un istituto religioso femminile di diritto pontificio: le suore della congregazione, dette popolarmente Paoline, pospongono al loro nome la sigla F.S.P.

## Storia
Le congregazioni dei paolini e delle paoline sorsero quasi contemporaneamente a opera del sacerdote italiano Giacomo Alberione, presso la chiesa dei Santi Cosma e Damiano di Alba, in provincia di Cuneo. Il 20 agosto 1914 venne aperta ad Alba la scuola tipografica da cui ebbe origine il ramo maschile, e il 15 giugno 1915 ebbe inizio il laboratorio femminile da cui si svilupparono le Figlie di San Paolo: le religiose del laboratorio doveva insegnare i lavori femminili, formare le catechiste e gestire i negozi di libri e oggetti religiosi.
Nelle intenzioni del fondatore i due rami avrebbero dovuto costituire un unico istituto, ma ciò era proibito dalle norme canoniche: Alberione affidò, quindi, la guida del ramo femminile a Teresa Merlo (1894-1964), in religione suor Tecla. Nel 1918, su invito del vescovo locale, le paoline aprirono la loro prima filiale a Susa, dove assunsero la direzione del settimanale diocesano "la Valsusa".
Le prime nove religiose dell'istituto emisero la loro professione perpetua dei voti il 22 luglio 1922. La Pia Società Figlie di San Paolo venne eretta in congregazione di diritto diocesano da Giuseppe Francesco Re, vescovo di Alba, il 15 marzo 1929; ricevette il pontificio decreto di lode il 13 dicembre 1943 e le sue costituzioni vennero approvate definitivamente dalla Santa Sede il 15 marzo 1953.

## Attività e diffusione
Le Figlie di San Paolo si dedicano all'apostolato della stampa: possiedono casa editrice Edizioni Paoline e gestiscono librerie, agenzie di distribuzione, tipografie, legatorie e centri multimediali presenti in tutto il mondo.
Sono presenti in Europa (Cechia, Francia, Germania, Italia, Polonia, Portogallo, Regno Unito, Romania, Russia, Spagna, Svizzera), nelle Americhe (Argentina, Bolivia, Brasile, Canada, Cile, Colombia, Repubblica Dominicana, Ecuador, Messico, Paraguay, Perù, Porto Rico, Stati Uniti d'America, Uruguay, Venezuela), in Africa (Angola, Repubblica Democratica del Congo, Costa d'Avorio, Guinea Equatoriale, Kenya, Madagascar, Mozambico, Nigeria, Sudafrica, Sudan, Tanzania, Uganda, Zambia), in Asia (Corea del Sud, Filippine, Giappone, Hong Kong, India, Macao, Malaysia, Pakistan, Singapore, Taiwan, Thailandia) e in Oceania (Australia, Papua Nuova Guinea).
La sede generalizia è a Roma.
Al 31 dicembre 2005, la congregazione contava 2.566 religiose in 249 case.